# Abietinaria alexanderi
Abietinaria alexanderi är en nässeldjursart som beskrevs av Nutting 1904. Abietinaria alexanderi ingår i släktet Abietinaria och familjen Sertulariidae. Inga underarter finns listade i Catalogue of Life.